# Kaiserbrunnen am Mainzer Tor
Der Kaiserbrunnen am Mainzer Tor in Kaiserslautern wurde vom Kaiserslauterer Bildhauer Gernot Rumpf und seiner Ehefrau Barbara Rumpf gestaltet.

## Geschichte
Die runde Brunnenanlage aus Bronze und Sandstein mit 12 m Durchmesser und 5 m Höhe ist seit 1987 in Betrieb und stellt symbolisch die wesentlichsten historischen und aktuellen Eigenheiten der Stadt Kaiserslautern dar.
Die Einweihung des Brunnens fand am 17. Juli 1987 statt. Die Baukosten, ursprünglich auf 500.000 DM geschätzt, erreichten schließlich eine Million DM.

## Beschreibung
Die Büsten von Friedrich Barbarossa und Rudolf von Habsburg überragen den Brunnen und sind schon von weitem sichtbar. Außerdem der Napoleonhut, das Stadtsiegel und ein Auswandererschiff.
Hinzu kommen unter anderem eine Nähmaschine der Firma Pfaff, ein Motor der Firma Opel, Räder und Schlüssel, welche für die TU Kaiserslautern stehen, und ein von Fritz Walter signierter Fußball.
Darüber hinaus enthält der Brunnen zahlreiche Tierfiguren, die alle ebenfalls für die Stadt oder ihre Geschichte stehen, wie der Hecht als Wappentier der Stadt Kaiserslautern oder das pfälzische Fabelwesen Elwedritsche.
Eine Ausnahme bildet dabei die Maus – diese ist die persönliche Signatur des Bildhauers.